# 안니 후오타리
안나 마리아 "안니" 후오타리(핀란드어: Anna Maria "Anni" Huotari: 1874년 7월 13일 비푸리-1943년 4월 15일 헬싱키)는 핀란드의 정치인이다.
미혼모 마리아 토르벨라이넨(Maria Torvelainen)의 딸로 태어났다. 모친의 직업은 하녀였다. 초등교육을 마친 뒤 비푸리 직업학교에 진학하여 바느질을 배웠다.
1902년 비푸리 재봉노동자협회의 초대 회장이 되었고 1906년에는 서기를 지냈다.
1902년 비푸리 사노마트 지의 주필 안톤 후오타리와 결혼했다. 1903년에서 1911년 사이에 슬하 11자녀를 낳았다. 핀란드 노동조합연맹에 참여했고 이후 의회선거에 출마해 1907년-1909년, 1911년-1917년에 의원을 역임했다.
핀란드 내전에서 적군이 패하면서 러시아로 도피하려 했으나 중간에 비푸리에서 붙잡혔다. 5년 징역 및 노역에 처해졌으나 1919년 사면되었다.
1922년-1926년, 1932년-1943년 다시 의원을 역임했다. 1943년 사고로 죽었다.